# Гудим Іван Федорович
Гудим Іван Федорович (*1788, Київ — †після 1829, Київ) — український державний діяч, державний службовець, колезький асесор. Вихованець Києво-Могилянської академії.

## Біографія
Гудим закінчив Києво-Могилянську академію. Від 16 вересня 1804 до 1805, навчаючись у класі риторики, був учителем малювання. 1807/1808 навчального року — студент класу філософії (за відмінні успіхи 1806 нагороджений книгою).
Отримавши старшого магістра (1814), вступив на службу канцелярським чиновником 9-го класу у департаменті зовнішньої торгівлі.
1815 — радник Симбірської палати кримінального суду. 1818 одержав орден святої Анни III ступеня та чин колезького асесора (1820). Призначений радником при дворі та нагороджений орденом св. Володимира IV ст.
Переїхавши до Києва, дістав місце чиновника з особливих доручень при Київському військовому губернаторі (1827). Нагороджений орденом св. Анни II ст. з діамантовими прикрасами (1828) та призначений керувати справами канцелярії військового губернатора (1829).
Мав брата Семена (н. 1795), який 1807 учився в класі граматики Києво-Могилянської академії.